# Bad Belzig
Bad Belzig er administrationsby i landkreis
Potsdam-Mittelmark i den tyske delstat Brandenburg. Den ligger cirka 70 km sydvest for Berlin.

## Geografi
Byen ligger i Naturpark Hoher Fläming og repræsenterer med Hagelberg (200 m) i byområdet, det højeste punkt i det nordtyske lavland.
Nord for Belzig ved Verlorenwasser var DDRs midtpunkt.

### Nabokommuner
Belzig grænser til Golzow, Planebruch, Brück, Planetal, Rabenstein/Fläming, Wiesenburg/Mark, Görzke, Gräben und Wollin.

### Byer og landsbyer
Byområdet er opdelt i 4 bydele: Bymidten Altstadt, Kurpark Kurparksiedlung
Klinkengrund og industriområdet Klinkengrund
Derudover er der 14 landsbyer og bebyggelser:
Bergholz, Borne, Dippmannsdorf, Fredersdorf, Groß Briesen, Hagelberg med bydelen Klein-Glien, Kuhlowitz med bydelen Preußnitz, Lübnitz,
Lüsse, Lütte, Neschholz,
Ragösen, Schwanebeck, Werbig med bydelen Verlorenwasser, Egelinde og Hohenspringe

## Historie
Den ældste skriftlige kilde om Belzig er fra 997. Efter Graf Baderichs død omkring 1251 gik greveskabet over til hertugdømmet. I 1406 brandskattede Magdeburgs biskopper Belzig-området, hvorved byen og borgen blev delvist ødelagt. Derefter blev byen og borgen genopbygget. Fra 1423 – 1815 hørte Belzig til Amt Belzig Rabenstein i den sächsischen Kurkreis. Martin Luther prædikede i året 1530 i Marienkirken. Byen blev under Den schmalkaldiske krig i 1547 delvist ødelagt af spanske tropper. Ca. hundrede år senere i 1636 under Trediveårskrigen blev byen totalt ødelagt af svenske lejesoldater.
I året 1702 fik byen sine købstadsrettigheder. Under Napoleonskrigene eller befrielseskrigene kæmpede franske og preussiske tropper i 1813 et slag ved Hagelberg i nærheden af Belzig med store tab på begge sider. I 1815 beslutter Wienerkongressen at Belzig der tilhørte Sachsen skulle under preussisk herredømme. I året 1818 blev Belzig Kreisstadt des Kreises Zauch-Belzig.
I 1934 blev ammunitionsfabrikken Roederhof bygget. I 1940 blev der ved Lübnitzer Straße anlagt en arbejdslejr for 1500 østeuropæiske tvangsarbejdere som arbejdede på fabrikken. Fra 1943 arbejdede der også 750 kvindelige fanger som et ekstra produktionspotentiale i en udelejr fra koncentrationslejren Ravensbrück. De syge blev sendt tilbage til KZ-lejren og udryddet. Fra 1939-1945 bliver byen hjemsted for Tysklands største radiostation.
Efter 2. verdenskrig blev Belzig i 1952 amtsby for Belzig amt i den nydannede Potsdamregion. I 1959 blev Weitzgrund en del af Belzig kommune. I året 1972 brændte Rådhuset, som igen blev genopført i den gamle Renaissancestil. 1993 blev der ved en sammenlægning af tre amter dannet Landkreis Potsdam-Mittelmark og Belzig bliver Kreisstadt. Siden 1995 er Belzig en statslig anerkendtkannter kursted Luftkurort og 2002 blev stentermobadet die SteinTherme  åbnet. Den 18. maj 2005 blev det nye Hofgarten-Kino åbnet og den 12. September 2005 fik Belzig en omkørselsvej.

## Politik
Borgmester er Peter Kiep SPD, han blev den 24. februar 2002 genvalgt med 77,4 % af stemmerne. Ved kommunalvalget den 26. oktober 2002 fik kommunalbestyrelsen følgende politiske sammensætning:
- SPD 7
- CDU 3
- PDS 3
- Brandvæsenet 2
- „Vi fra landsbyen 2
- De Grønne 1
- FDP 1
- Belzigs håndværkerforening 1
- Vælgerforeningen Hagelberg/KleinGlien 1
- Uden for partierne 1

i alt 22 byrådsmedlemmer

### Seværdigheder
- Burg Eisenhardt er et tidligere borganlæg i den sydvestlige del byen. I nutiden er borgen hjemsted for et lokalmuseum, folkeregisteret, bibliotek for lokalhistorie og et hotel
- Marienkirche er fra den anden halvdel af det 13. århundrede, mod syd har den to sengotiske tilbygninger og et to etagers sakristi. Den bueformede midtsten over indgangen mod vest minder om at Luther den 14.januar 1530 prædikede i kirken.
- Rådhuset er fra det 16. århundrede, brændte 1836, genopført 1671, tilbygget 1912 en gavl i renæssancestil, brændte i 1972 og 1988-91 genopført i den oprindelige stil
- Reißigerhaus fra 1728 ved am Kirchplatz, var oprindelig en skole
- Superintendentur fra 1678 ved am Kirchplatz er bygget på fundamenterne af en kælder fra middelalderen
- Postmilesøjlen ved Bahnhofsstraße er et firehjørnet søjleobelisk som overalt i Brandenburg før i tiden officielt angav vejafstandstiden i timer til nabobyerne
- Den historiske Gertraudenfriedhof kirkegård med alter Gertraudenkapelle er et tidligere sygekapel med historiske freskoer
- Belziger Teufelsstein med med "Djævlens håndaftryk" ved siden af Kirchhofstraße i nærheden af Gertraudenfriedhof

- Kort
- St. Marie Kirke
- Rådhuspladsen
- Vandmøllen